# Kljukuša
Kljukuša je jelo s krumpirom, slično popari (pečeno tijesto prelije se vrućim mlijekom i pospe usitnjenim češnjakom).
Tradicionalno je bosansko jelo i jedno od najpoznatijih jela u Bosanskoj Krajini. Potječe još iz osmanskog doba, a zbog njezine relativno lake pripreme je jedno od osnovnih jela starobosanske kuhinje. Nekad je kljukuša bila delikatesa i radila se najčešće u posebnim prilikama kao što su: vjenčanja, odlazak mladih u vojsku itd.